# Nicolae Coculescu
Pour les articles homonymes, voir Coculescu.
Nicolae C. Coculescu, né le 31 juillet 1866 à Craiova et mort le 5 novembre 1952 à Bucarest, est un astronome roumain. Il était professeur d'astronomie à l'université de Bucarest. En 1908, il crée l'Observatoire astronomique de Bucarest. Il est connu pour ses études de mécanique céleste sur le calcul des perturbations planétaires. Il est membre fondateur de l'Académie des sciences de Roumanie.

## Études et travaux
Nicolae Coculescu est diplômé de l'école primaire et du lycée de Craiova, puis étudie à la Faculté des sciences de l'université de Bucarest où il obtient un diplôme en mathématiques en mars 1889. Il y suit en particulier les cours de géométrie analytique de Constantin Gogu.
En 1892, alors qu'il effectue un stage à l'Observatoire de Paris, Nicolas Coculescu publie dans les Comptes rendus des séances de l'Académie des sciences de Paris son premier mémoire de mécanique céleste intitulé Sur la stabilité du mouvement dans un cas particulier du problème des trois corps (en français dans le texte). Il y traite un cas particulier du problème à trois corps, montrant que le troisième corps n'est pas toujours expulsé mais qu'il existe une stabilité dans le sens indiqué par Hill ou Poisson. Ce travail a été considéré comme très intéressant, étant cité beaucoup plus tard, en 1919, par l'Italien Roberto Marcolongo dans l'étude Il problema degli tre corpi de Newton ai nostri giorno (Le problème des trois corps de Newton à nos jours).

## Famille
Son fils, Piu-Șerban Coculescu (ro), également connu sous le nom pseudonyme Pius Servien, était un écrivain et linguiste roumain. Grâce à ses études sur la théorie des rythmes, il a fondé la linguistique mathématique.

## Activités scientifiques
Coculescu publie un premier mémoire en lien avec sa future thèse de doctorat en mathématiques dans les Comptes rendus des séances de l'Académie des sciences de Paris en 1894.
Dans le même périodique, il publie Sur le développement approché de la fonction perturbatrice.

## Récompenses et honneurs
L'astéroïde (450931) Coculescu porte son nom.

## Articles
- Sur les expressions approchées des termes d'ordre élevé dans le développement de la fonction perturbatrice, thèse de doctorat
- Sur la stabilité du mouvement dans un cas particulier du problème des trois corps, 1892, Paris.